# Anastasia Tsilimpiou
Anastasia Tsilimpiou (ur. 12 listopada 1997) – grecko-rumuńska aktorka.

## Życiorys
Urodziła się 12 listopada 1997 r. w Atenach w jako córka Viorel i Fotini Tsilimpiou. Ma starszego brata Konstantinosa. Jej ojciec pochodzi z Rumunii, a matka z Grecji. W wieku 5 lat zaczęła pracować jako modelka i aktorka dziecięca, uczestnicząc w reklamach i sesjach zdjęciowych dla greckich magazynów. Posługuje się wieloma językami i mówi po grecku, rumuńsku, angielsku i turecku.
Stała się szczególnie popularna w Grecji po udziale w greckim serialu telewizyjnym Gia tin kardia enos angelou w 2006 roku i przebojowym greckim serialu To Nisi. Zagrała niewidome dziecko w teatrze. Znana jest również z roli w tureckim serialu Wspaniałe stulecie: Sułtanka Kösem.
Jest w związku z greckim biznesmenem Alexandrosem Ivosem.

## Filmografia
| Seriale   | Seriale                            | Seriale            |
| Rok       | Tytuł                              | Rola               |
| --------- | ---------------------------------- | ------------------ |
| 2006–2007 | Gia Tin Kardia Enos Angelou        | Elpida             |
| 2009      | 40 Kymata                          | Młoda Christina    |
| 2010      | Do Nisi                            | Młoda Mary Petraki |
| 2010      | O Polemos Ton Astron               | Młoda Zinovia      |
| 2015–2017 | Wspaniałe stulecie: Sułtanka Kösem | Sułtanka Kösem     |
| 2016      | Podążaj za wiatrem                 | Młoda Natalie      |
| 2018–2019 | Orgi                               | Olga               |

| Filmy | Filmy          |
| Rok   | Tytuł          |
| ----- | -------------- |
| 2018  | Mazi Ta Fagame |